# Cryptocephalus paphlagonius
Cryptocephalus paphlagonius es una especie de insecto coleóptero de la familia Chrysomelidae.
Fue descrita científicamente en 2000 por Sassi & Kismali.